# Élections cantonales de 2004 en Meurthe-et-Moselle
Les élections cantonales ont eu lieu les 21 et 28 mars 2004.
Lors de ces élections, 22 des 44 cantons de Meurthe-et-Moselle ont été renouvelés. Elles ont vu la reconduction de la majorité socialiste dirigée par Michel Dinet, président du conseil général depuis 1998.

## Résultats à l’échelle du département
Répartition départementale des résultats (2e tour).
- PCF (13,82 %)
- PS (42,2 %)
- DVG (0,98 %)
- Divers (0,34 %)
- UMP (20,3 %)
- UDF (1,67 %)
- DVD (19,31 %)
- FN (1,38 %)

| Étiquette      | Étiquette                          | Premier tour | Premier tour | Second tour | Second tour | Sièges |
| Étiquette      | Étiquette                          | Voix         | %            | Voix        | %           | Sièges |
| -------------- | ---------------------------------- | ------------ | ------------ | ----------- | ----------- | ------ |
|                | Parti socialiste                   | 38 251       | 29,61        | 48 063      | 42,20       | 11     |
|                | Parti communiste français          | 19 375       | 15,00        | 15 736      | 13,82       | 5      |
|                | Extrême gauche                     | 5 044        | 3,90         |             |             |        |
|                | Divers gauche                      | 2 026        | 1,57         | 1 113       | 0,98        | 1      |
|                | Les Verts                          | 2 010        | 1,56         |             |             |        |
| Gauche         | Gauche                             | 66 706       | 51,64        | 64 912      | 57,00       | 17     |
|                |                                    |              |              |             |             |        |
|                | Union pour un mouvement populaire  | 22 809       | 17,66        | 23 116      | 20,30       | 3      |
|                | Divers droite                      | 18 385       | 14,23        | 21 994      | 19,31       | 2      |
|                | Front national                     | 16 803       | 13,01        | 1 577       | 1,38        | 0      |
|                | Union pour la démocratie française | 2 661        | 2,06         | 1 900       | 1,67        | 0      |
| Droite         | Droite                             | 60 658       | 46,96        | 48 587      | 42,66       | 5      |
|                |                                    |              |              |             |             |        |
|                | Divers                             | 1 811        | 1,40         | 390         | 0,34        | 0      |
|                |                                    |              |              |             |             |        |
| Inscrits       | Inscrits                           | 225 425      | 100,00       | 193 311     | 100,00      |        |
| Abstention     | Abstention                         | 90 979       | 40,00        | 71 210      | 36,84       |        |
| Votants        | Votants                            | 134 446      | 59,64        | 122 101     | 63,16       |        |
| Blancs et nuls | Blancs et nuls                     | 5 271        | 3,92         | 8 212       | 6,73        |        |
| Exprimés       | Exprimés                           | 129 175      | 96,08        | 113 889     | 93,27       |        |

## Résultats par canton

### Canton d'Arracourt
| Candidats      | Candidats        | Étiquette      | Premier tour | Premier tour | Second tour | Second tour |
| Candidats      | Candidats        | Étiquette      | Voix         | %            | Voix        | %           |
| -------------- | ---------------- | -------------- | ------------ | ------------ | ----------- | ----------- |
|                | Michel Marchal   | DVD            | 394          | 46,19        | 477         | 55,02       |
|                | Gérard Husson*   | SE             | 280          | 32,83        | 390         | 44,98       |
|                | Geneviève Thiry  | FN             | 78           | 9,14         |             |             |
|                | Bertrand Kling   | PS             | 68           | 7,97         |             |             |
|                | Jacqueline Panis | UDF            | 33           | 3,87         |             |             |
|                |                  |                |              |              |             |             |
| Inscrits       | Inscrits         | Inscrits       | 1 125        | 100,00       | 1 125       | 100,00      |
| Abstention     | Abstention       | Abstention     | 249          | 22,13        | 223         | 19,82       |
| Votants        | Votants          | Votants        | 876          | 77,87        | 902         | 80,18       |
| Blancs et nuls | Blancs et nuls   | Blancs et nuls | 23           | 2,63         | 35          | 3,88        |
| Exprimés       | Exprimés         | Exprimés       | 853          | 97,37        | 867         | 96,12       |

*sortant

### Canton d'Audun-le-Roman
| Candidats      | Candidats        | Étiquette      | Premier tour | Premier tour | Second tour | Second tour |
| Candidats      | Candidats        | Étiquette      | Voix         | %            | Voix        | %           |
| -------------- | ---------------- | -------------- | ------------ | ------------ | ----------- | ----------- |
|                | Michel Mariuzzo* | PCF            | 3 132        | 40,04        | 6 237       | 100,00      |
|                | Daniel Matergia  | PS             | 1 722        | 22,01        | Retrait     | Retrait     |
|                | Sandrine Aubrion | UMP            | 1 324        | 16,92        |             |             |
|                | Sandrine Adnot   | FN             | 1 108        | 14,16        |             |             |
|                | Pierre Lux       | EXG            | 537          | 6,86         |             |             |
|                |                  |                |              |              |             |             |
| Inscrits       | Inscrits         | Inscrits       | 14 592       | 100,00       | 14 591      | 100,00      |
| Abstention     | Abstention       | Abstention     | 6 397        | 43,84        | 6 322       | 43,33       |
| Votants        | Votants          | Votants        | 8 195        | 56,16        | 8 269       | 56,67       |
| Blancs et nuls | Blancs et nuls   | Blancs et nuls | 372          | 4,54         | 2 032       | 24,57       |
| Exprimés       | Exprimés         | Exprimés       | 7 823        | 95,46        | 6 237       | 75,43       |

*sortant

### Canton de Badonviller
| Candidats      | Candidats         | Étiquette      | Premier tour | Premier tour |
| Candidats      | Candidats         | Étiquette      | Voix         | %            |
| -------------- | ----------------- | -------------- | ------------ | ------------ |
|                | Bernard Muller*   | DVD            | 1 164        | 71,50        |
|                | Guillaume Dainche | PS             | 313          | 19,23        |
|                | Nadia Langovisth  | FN             | 151          | 9,28         |
|                |                   |                |              |              |
| Inscrits       | Inscrits          | Inscrits       | 2 431        | 100,00       |
| Abstention     | Abstention        | Abstention     | 730          | 30,03        |
| Votants        | Votants           | Votants        | 1 701        | 69,97        |
| Blancs et nuls | Blancs et nuls    | Blancs et nuls | 73           | 4,29         |
| Exprimés       | Exprimés          | Exprimés       | 1 628        | 95,71        |

*sortant

### Canton de Blamont
| Candidats      | Candidats           | Étiquette      | Premier tour | Premier tour | Second tour | Second tour |
| Candidats      | Candidats           | Étiquette      | Voix         | %            | Voix        | %           |
| -------------- | ------------------- | -------------- | ------------ | ------------ | ----------- | ----------- |
|                | Claude Boura*       | UMP            | 1 128        | 39,79        | 1 426       | 49,22       |
|                | Régis Abdoul-Lorite | PS             | 550          | 19,40        | 871         | 30,07       |
|                | Gérard Vathelet     | DVD            | 493          | 17,39        | Retrait     | Retrait     |
|                | Laurence Raimond    | FN             | 458          | 16,16        | 600         | 20,71       |
|                | Yvon Simonin        | EXG            | 206          | 7,27         |             |             |
|                |                     |                |              |              |             |             |
| Inscrits       | Inscrits            | Inscrits       | 4 275        | 100,00       | 4 274       | 100,00      |
| Abstention     | Abstention          | Abstention     | 1 276        | 29,85        | 1 201       | 28,10       |
| Votants        | Votants             | Votants        | 2 999        | 70,15        | 3 073       | 71,90       |
| Blancs et nuls | Blancs et nuls      | Blancs et nuls | 164          | 5,47         | 176         | 5,73        |
| Exprimés       | Exprimés            | Exprimés       | 2 835        | 94,53        | 2 897       | 94,27       |

*sortant

### Canton de Colombey-les-Belles
| Candidats      | Candidats             | Étiquette      | Premier tour | Premier tour |
| Candidats      | Candidats             | Étiquette      | Voix         | %            |
| -------------- | --------------------- | -------------- | ------------ | ------------ |
|                | Michel Dinet*         | PS             | 2 002        | 56,46        |
|                | Jean-Jacques Denisart | UMP            | 768          | 21,66        |
|                | Jean-Luc André        | FN             | 524          | 14,78        |
|                | Patrick Reynaud       | SE             | 171          | 4,82         |
|                | Alain Boisselet       | EXG            | 81           | 2,28         |
|                |                       |                |              |              |
| Inscrits       | Inscrits              | Inscrits       | 5 489        | 100,00       |
| Abstention     | Abstention            | Abstention     | 1 758        | 32,03        |
| Votants        | Votants               | Votants        | 3 731        | 67,97        |
| Blancs et nuls | Blancs et nuls        | Blancs et nuls | 185          | 4,96         |
| Exprimés       | Exprimés              | Exprimés       | 3 546        | 95,04        |

*sortant

### Canton de Conflans-en-Jarnisy
| Candidats      | Candidats            | Étiquette      | Premier tour | Premier tour | Second tour | Second tour |
| Candidats      | Candidats            | Étiquette      | Voix         | %            | Voix        | %           |
| -------------- | -------------------- | -------------- | ------------ | ------------ | ----------- | ----------- |
|                | Évelyne Didier*      | PCF            | 2 400        | 29,50        | 5 423       | 65,95       |
|                | Céline Henquinet     | PS             | 2 251        | 27,67        | Retrait     | Retrait     |
|                | Michel Klein         | DVD            | 1 590        | 19,55        | 2 800       | 34,05       |
|                | Christine Christophe | FN             | 995          | 12,23        |             |             |
|                | Jean-Paul Olivier    | Verts          | 524          | 6,44         |             |             |
|                | Christian Minary     | EXG            | 375          | 4,61         |             |             |
|                |                      |                |              |              |             |             |
| Inscrits       | Inscrits             | Inscrits       | 14 203       | 100,00       | 14 210      | 100,00      |
| Abstention     | Abstention           | Abstention     | 5 731        | 40,35        | 5 313       | 37,39       |
| Votants        | Votants              | Votants        | 8 472        | 59,65        | 8 897       | 62,61       |
| Blancs et nuls | Blancs et nuls       | Blancs et nuls | 337          | 3,98         | 674         | 7,58        |
| Exprimés       | Exprimés             | Exprimés       | 8 135        | 96,02        | 8 223       | 92,42       |

*sortant

### Canton d'Haroué
| Candidats      | Candidats            | Étiquette      | Premier tour | Premier tour | Second tour | Second tour |
| Candidats      | Candidats            | Étiquette      | Voix         | %            | Voix        | %           |
| -------------- | -------------------- | -------------- | ------------ | ------------ | ----------- | ----------- |
|                | André Barbier*       | UMP            | 1 690        | 39,33        | 2 293       | 53,34       |
|                | Jean-Marc Marchal    | PS             | 1 169        | 27,21        | 2 006       | 46,66       |
|                | Guy Bouvier          | SE             | 644          | 14,99        |             |             |
|                | Olivier Desor        | FN             | 583          | 13,57        |             |             |
|                | Guy Peissel-Cottenaz | EXG            | 151          | 3,51         |             |             |
|                | Joël Hesse           | EXG            | 60           | 1,40         |             |             |
|                |                      |                |              |              |             |             |
| Inscrits       | Inscrits             | Inscrits       | 6 326        | 100,00       | 6 316       | 100,00      |
| Abstention     | Abstention           | Abstention     | 1 867        | 29,51        | 1 718       | 27,20       |
| Votants        | Votants              | Votants        | 4 459        | 70,49        | 4 598       | 72,80       |
| Blancs et nuls | Blancs et nuls       | Blancs et nuls | 162          | 3,63         | 299         | 6,50        |
| Exprimés       | Exprimés             | Exprimés       | 4 297        | 96,37        | 4 299       | 93,50       |

*sortant

### Canton de Herserange
| Candidats      | Candidats             | Étiquette      | Premier tour | Premier tour |
| Candidats      | Candidats             | Étiquette      | Voix         | %            |
| -------------- | --------------------- | -------------- | ------------ | ------------ |
|                | Laurent Righi*        | PCF            | 3 215        | 55,29        |
|                | Joseph Sarnari        | UMP            | 963          | 16,56        |
|                | Nassima Kada          | PS             | 906          | 15,58        |
|                | Marie-Thérèse Henrion | FN             | 731          | 12,57        |
|                |                       |                |              |              |
| Inscrits       | Inscrits              | Inscrits       | 11 937       | 100,00       |
| Abstention     | Abstention            | Abstention     | 5 868        | 49,16        |
| Votants        | Votants               | Votants        | 6 069        | 50,84        |
| Blancs et nuls | Blancs et nuls        | Blancs et nuls | 254          | 4,19         |
| Exprimés       | Exprimés              | Exprimés       | 5 815        | 95,81        |

*sortant

### Canton de Homécourt
| Candidats      | Candidats            | Étiquette      | Premier tour | Premier tour |
| Candidats      | Candidats            | Étiquette      | Voix         | %            |
| -------------- | -------------------- | -------------- | ------------ | ------------ |
|                | Jean-Pierre Minella* | PCF            | 4 585        | 68,26        |
|                | Geneviève Janovec    | DVD            | 1 277        | 19,01        |
|                | Daniel Putiot        | FN             | 855          | 12,73        |
|                |                      |                |              |              |
| Inscrits       | Inscrits             | Inscrits       | 12 255       | 100,00       |
| Abstention     | Abstention           | Abstention     | 5 274        | 43,04        |
| Votants        | Votants              | Votants        | 6 981        | 56,96        |
| Blancs et nuls | Blancs et nuls       | Blancs et nuls | 264          | 3,78         |
| Exprimés       | Exprimés             | Exprimés       | 6 717        | 96,22        |

*sortant

### Canton de Jarville-la-Malgrange
| Candidats      | Candidats          | Étiquette      | Premier tour | Premier tour | Second tour | Second tour |
| Candidats      | Candidats          | Étiquette      | Voix         | %            | Voix        | %           |
| -------------- | ------------------ | -------------- | ------------ | ------------ | ----------- | ----------- |
|                | René Mangin        | PS             | 3 603        | 35,55        | 5 753       | 54,19       |
|                | Roger Gauthrot*    | DVD            | 2 331        | 23,00        | 4 864       | 45,81       |
|                | André Bailly       | UMP            | 2 190        | 21,61        | Retrait     | Retrait     |
|                | Serge Alet         | FN             | 1 138        | 11,23        |             |             |
|                | Caroline Nicolas   | PCF            | 391          | 3,86         |             |             |
|                | Alain Pellerin     | EXG            | 357          | 3,52         |             |             |
|                | Abdelhakim Benhara | SE             | 124          | 1,22         |             |             |
|                |                    |                |              |              |             |             |
| Inscrits       | Inscrits           | Inscrits       | 17 373       | 100,00       | 17 374      | 100,00      |
| Abstention     | Abstention         | Abstention     | 6 899        | 39,71        | 6 181       | 35,58       |
| Votants        | Votants            | Votants        | 10 474       | 60,29        | 11 193      | 64,42       |
| Blancs et nuls | Blancs et nuls     | Blancs et nuls | 340          | 3,25         | 576         | 5,15        |
| Exprimés       | Exprimés           | Exprimés       | 10 134       | 96,75        | 10 617      | 94,85       |

*sortant

### Canton de Lunéville-Nord
| Candidats      | Candidats            | Étiquette      | Premier tour | Premier tour | Second tour | Second tour |
| Candidats      | Candidats            | Étiquette      | Voix         | %            | Voix        | %           |
| -------------- | -------------------- | -------------- | ------------ | ------------ | ----------- | ----------- |
|                | Alain Verdenal*      | DVD            | 1 946        | 37,00        | 2 557       | 46,75       |
|                | Philippe Fleurentin  | PS             | 1 484        | 28,22        | 2 913       | 53,25       |
|                | Bernard Thiry        | FN             | 875          | 16,64        |             |             |
|                | Gilbert Ruiz         | PCF            | 622          | 11,83        |             |             |
|                | Geneviève Heilliette | EXG            | 332          | 6,31         |             |             |
|                |                      |                |              |              |             |             |
| Inscrits       | Inscrits             | Inscrits       | 9 395        | 100,00       | 9 394       | 100,00      |
| Abstention     | Abstention           | Abstention     | 3 905        | 41,56        | 3 577       | 38,08       |
| Votants        | Votants              | Votants        | 5 490        | 58,44        | 5 817       | 61,92       |
| Blancs et nuls | Blancs et nuls       | Blancs et nuls | 231          | 4,21         | 347         | 5,97        |
| Exprimés       | Exprimés             | Exprimés       | 5 259        | 95,79        | 5 470       | 94,03       |

*sortant

### Canton de Nancy-Est
| Candidats      | Candidats            | Étiquette      | Premier tour | Premier tour | Second tour | Second tour |
| Candidats      | Candidats            | Étiquette      | Voix         | %            | Voix        | %           |
| -------------- | -------------------- | -------------- | ------------ | ------------ | ----------- | ----------- |
|                | Jean-Marie Schleret* | UMP            | 1 747        | 33,80        | 2 498       | 44,73       |
|                | Dominique Olivier    | PS             | 1 706        | 33,01        | 3 086       | 55,27       |
|                | Jacques Français     | FN             | 552          | 10,68        |             |             |
|                | Serge Billon         | Verts          | 465          | 9,00         |             |             |
|                | Jean-Pierre Lavigne  | DVG            | 271          | 5,24         |             |             |
|                | Xavier Boury         | EXG            | 262          | 5,07         |             |             |
|                | Pierre Bardelli      | DVG            | 165          | 3,19         |             |             |
|                |                      |                |              |              |             |             |
| Inscrits       | Inscrits             | Inscrits       | 10 371       | 100,00       | 10 373      | 100,00      |
| Abstention     | Abstention           | Abstention     | 5 035        | 48,55        | 4 598       | 44,33       |
| Votants        | Votants              | Votants        | 5 336        | 51,45        | 5 775       | 55,67       |
| Blancs et nuls | Blancs et nuls       | Blancs et nuls | 168          | 3,15         | 191         | 3,31        |
| Exprimés       | Exprimés             | Exprimés       | 5 168        | 96,85        | 5 584       | 96,69       |

*sortant

### Canton de Nancy-Nord
| Candidats      | Candidats          | Étiquette      | Premier tour | Premier tour | Second tour | Second tour |
| Candidats      | Candidats          | Étiquette      | Voix         | %            | Voix        | %           |
| -------------- | ------------------ | -------------- | ------------ | ------------ | ----------- | ----------- |
|                | Mathieu Klein      | PS             | 2 323        | 38,35        | 3 948       | 60,70       |
|                | Philippe Nachbar   | UMP            | 1 497        | 24,71        | 2 556       | 39,30       |
|                | Philippe Blondelet | UDF            | 568          | 9,38         |             |             |
|                | Georges Perrin     | FN             | 551          | 9,10         |             |             |
|                | Solange Ducamin    | Verts          | 468          | 7,73         |             |             |
|                | Patrick Hatzig     | PCF            | 293          | 4,84         |             |             |
|                | Patrick Lachapelle | EXG            | 246          | 4,06         |             |             |
|                | Olivier Prugneau   | DVG            | 112          | 1,85         |             |             |
|                |                    |                |              |              |             |             |
| Inscrits       | Inscrits           | Inscrits       | 11 414       | 100,00       | 11 414      | 100,00      |
| Abstention     | Abstention         | Abstention     | 5 187        | 45,44        | 4 622       | 40,49       |
| Votants        | Votants            | Votants        | 6 227        | 54,56        | 6 792       | 59,51       |
| Blancs et nuls | Blancs et nuls     | Blancs et nuls | 169          | 2,71         | 288         | 4,24        |
| Exprimés       | Exprimés           | Exprimés       | 6 058        | 97,29        | 6 504       | 95,76       |

### Canton de Nancy-Sud
| Candidats      | Candidats            | Étiquette      | Premier tour | Premier tour | Second tour | Second tour |
| Candidats      | Candidats            | Étiquette      | Voix         | %            | Voix        | %           |
| -------------- | -------------------- | -------------- | ------------ | ------------ | ----------- | ----------- |
|                | Nicole Creusot       | PS             | 2 062        | 31,01        | 3 735       | 53,69       |
|                | Patrick Baudot       | DVD            | 1 399        | 21,04        | 3 222       | 46,31       |
|                | Claude Grandemange   | UMP            | 997          | 14,99        |             |             |
|                | Danielle Jules       | FN             | 575          | 8,65         |             |             |
|                | Frédéric Maguin      | Verts          | 553          | 8,32         |             |             |
|                | Philippe Taillandier | UDF            | 416          | 6,26         |             |             |
|                | Christiane Nimsgern  | EXG            | 250          | 3,76         |             |             |
|                | Jean-Loup Petitjean  | PCF            | 159          | 2,39         |             |             |
|                | Philippe Prats       | DVG            | 137          | 2,06         |             |             |
|                | Gino Tognolli        | DVG            | 101          | 1,52         |             |             |
|                |                      |                |              |              |             |             |
| Inscrits       | Inscrits             | Inscrits       | 12 040       | 100,00       | 12 041      | 100,00      |
| Abstention     | Abstention           | Abstention     | 5 220        | 43,36        | 4 812       | 39,96       |
| Votants        | Votants              | Votants        | 6 820        | 56,64        | 7 229       | 60,04       |
| Blancs et nuls | Blancs et nuls       | Blancs et nuls | 171          | 2,51         | 272         | 3,76        |
| Exprimés       | Exprimés             | Exprimés       | 6 649        | 97,49        | 6 957       | 96,24       |

### Canton de Nomeny
| Candidats      | Candidats        | Étiquette      | Premier tour | Premier tour | Second tour | Second tour |
| Candidats      | Candidats        | Étiquette      | Voix         | %            | Voix        | %           |
| -------------- | ---------------- | -------------- | ------------ | ------------ | ----------- | ----------- |
|                | Bernard Leclerc* | PS             | 1 497        | 34,04        | 2 178       | 47,25       |
|                | Didier Dupont    | DVD            | 1 436        | 32,65        | 1 740       | 37,74       |
|                | Michel Decle     | FN             | 748          | 17,01        | 692         | 15,01       |
|                | Joëlle Bauquel   | PCF            | 717          | 16,30        | Retrait     | Retrait     |
|                |                  |                |              |              |             |             |
| Inscrits       | Inscrits         | Inscrits       | 7 097        | 100,00       | 7 102       | 100,00      |
| Abstention     | Abstention       | Abstention     | 2 458        | 34,63        | 2 281       | 32,12       |
| Votants        | Votants          | Votants        | 4 639        | 65,37        | 4 821       | 67,88       |
| Blancs et nuls | Blancs et nuls   | Blancs et nuls | 241          | 5,20         | 211         | 4,38        |
| Exprimés       | Exprimés         | Exprimés       | 4 398        | 94,80        | 4 610       | 95,62       |

*sortant

### Canton de Pont-à-Mousson
| Candidats      | Candidats             | Étiquette      | Premier tour | Premier tour | Second tour | Second tour |
| Candidats      | Candidats             | Étiquette      | Voix         | %            | Voix        | %           |
| -------------- | --------------------- | -------------- | ------------ | ------------ | ----------- | ----------- |
|                | Noël Guérard          | PS             | 2 596        | 34,91        | 4 103       | 52,56       |
|                | Henry Lemoine*        | UMP            | 2 594        | 34,88        | 3 703       | 47,44       |
|                | Jean-Bernard Noblesse | FN             | 1 152        | 15,49        |             |             |
|                | Jean-Claude Vagner    | DVD            | 751          | 10,10        |             |             |
|                | Dominique Barbin      | EXG            | 344          | 4,63         |             |             |
|                |                       |                |              |              |             |             |
| Inscrits       | Inscrits              | Inscrits       | 13 126       | 100,00       | 13 125      | 100,00      |
| Abstention     | Abstention            | Abstention     | 5 387        | 41,04        | 4 915       | 37,45       |
| Votants        | Votants               | Votants        | 7 739        | 58,96        | 8 210       | 62,55       |
| Blancs et nuls | Blancs et nuls        | Blancs et nuls | 302          | 3,90         | 404         | 4,92        |
| Exprimés       | Exprimés              | Exprimés       | 7 437        | 96,10        | 7 806       | 95,08       |

*sortant

### Canton de Saint-Nicolas-de-Port
| Candidats      | Candidats               | Étiquette      | Premier tour | Premier tour | Second tour | Second tour |
| Candidats      | Candidats               | Étiquette      | Voix         | %            | Voix        | %           |
| -------------- | ----------------------- | -------------- | ------------ | ------------ | ----------- | ----------- |
|                | Jean-Claude Pissenem    | PS             | 3 769        | 34,01        | 5 634       | 48,63       |
|                | Jean-François Guillaume | UMP            | 2 268        | 20,46        | 3 297       | 28,46       |
|                | Luc Binsinger           | DVD            | 2 105        | 18,99        | 2 655       | 22,92       |
|                | Évelyne Piton           | FN             | 1 566        | 14,13        |             |             |
|                | Jacques Lacreuse        | EXG            | 599          | 5,40         |             |             |
|                | Jean Roj                | SE             | 471          | 4,25         |             |             |
|                | Henri Wald              | PCF            | 305          | 2,75         |             |             |
|                |                         |                |              |              |             |             |
| Inscrits       | Inscrits                | Inscrits       | 18 778       | 100,00       | 18 773      | 100,00      |
| Abstention     | Abstention              | Abstention     | 7 255        | 38,64        | 6 638       | 35,36       |
| Votants        | Votants                 | Votants        | 11 523       | 61,36        | 12 135      | 64,64       |
| Blancs et nuls | Blancs et nuls          | Blancs et nuls | 440          | 3,82         | 549         | 4,52        |
| Exprimés       | Exprimés                | Exprimés       | 11 083       | 96,18        | 11 586      | 95,48       |

### Canton de Seichamps
| Candidats      | Candidats        | Étiquette      | Premier tour | Premier tour | Second tour | Second tour |
| Candidats      | Candidats        | Étiquette      | Voix         | %            | Voix        | %           |
| -------------- | ---------------- | -------------- | ------------ | ------------ | ----------- | ----------- |
|                | Gérard Royer*    | UMP            | 2 785        | 35,98        | 4 233       | 52,56       |
|                | Henri Chanut     | PS             | 2 453        | 31,69        | 3 820       | 47,44       |
|                | Alain Legrand    | DVD            | 1 204        | 15,55        |             |             |
|                | Raymonde Cabocel | FN             | 866          | 11,19        |             |             |
|                | Didier Croutz    | EXG            | 433          | 5,59         |             |             |
|                |                  |                |              |              |             |             |
| Inscrits       | Inscrits         | Inscrits       | 12 693       | 100,00       | 12 694      | 100,00      |
| Abstention     | Abstention       | Abstention     | 4 662        | 36,73        | 4 240       | 33,40       |
| Votants        | Votants          | Votants        | 8 031        | 63,27        | 8 454       | 66,60       |
| Blancs et nuls | Blancs et nuls   | Blancs et nuls | 290          | 3,61         | 401         | 4,74        |
| Exprimés       | Exprimés         | Exprimés       | 7 741        | 96,39        | 8 053       | 95,26       |

*sortant

### Canton de Thiaucourt-Regniéville
| Candidats      | Candidats          | Étiquette      | Premier tour | Premier tour | Second tour | Second tour |
| Candidats      | Candidats          | Étiquette      | Voix         | %            | Voix        | %           |
| -------------- | ------------------ | -------------- | ------------ | ------------ | ----------- | ----------- |
|                | Olivier Jacquin    | DVG            | 929          | 43,23        | 1 113       | 48,14       |
|                | Jean-Louis Cossin* | DVD            | 870          | 40,48        | 914         | 39,53       |
|                | Alain Sebald       | FN             | 350          | 16,29        | 285         | 12,33       |
|                |                    |                |              |              |             |             |
| Inscrits       | Inscrits           | Inscrits       | 3 282        | 100,00       | 3 282       | 100,00      |
| Abstention     | Abstention         | Abstention     | 1 018        | 31,02        | 902         | 27,48       |
| Votants        | Votants            | Votants        | 2 264        | 68,98        | 2 380       | 72,52       |
| Blancs et nuls | Blancs et nuls     | Blancs et nuls | 115          | 5,08         | 68          | 2,86        |
| Exprimés       | Exprimés           | Exprimés       | 2 149        | 94,92        | 2 312       | 97,14       |

*sortant

### Canton de Tomblaine
| Candidats      | Candidats        | Étiquette      | Premier tour | Premier tour | Second tour | Second tour |
| Candidats      | Candidats        | Étiquette      | Voix         | %            | Voix        | %           |
| -------------- | ---------------- | -------------- | ------------ | ------------ | ----------- | ----------- |
|                | Hervé Féron*     | PS             | 4 593        | 47,78        | 6 823       | 68,69       |
|                | Ennio Bazzara    | UMP            | 1 939        | 20,17        | 3 110       | 31,31       |
|                | Jean-Luc Manoury | FN             | 1 508        | 15,69        |             |             |
|                | René Bourgeois   | PCF            | 842          | 8,76         |             |             |
|                | Yolande Blass    | EXG            | 418          | 4,35         |             |             |
|                | Alain Carlier    | EXG            | 192          | 2,00         |             |             |
|                | Zinedine Sammari | SE             | 121          | 1,26         |             |             |
|                |                  |                |              |              |             |             |
| Inscrits       | Inscrits         | Inscrits       | 16 166       | 100,00       | 16 167      | 100,00      |
| Abstention     | Abstention       | Abstention     | 6 109        | 37,79        | 5 572       | 34,47       |
| Votants        | Votants          | Votants        | 10 057       | 62,21        | 10 595      | 65,53       |
| Blancs et nuls | Blancs et nuls   | Blancs et nuls | 444          | 4,41         | 662         | 6,25        |
| Exprimés       | Exprimés         | Exprimés       | 9 613        | 95,59        | 9 933       | 93,75       |

*sortant

### Canton de Toul-Sud
| Candidats      | Candidats         | Étiquette      | Premier tour | Premier tour | Second tour | Second tour |
| Candidats      | Candidats         | Étiquette      | Voix         | %            | Voix        | %           |
| -------------- | ----------------- | -------------- | ------------ | ------------ | ----------- | ----------- |
|                | Alde Harmand      | PS             | 1 477        | 25,19        | 3 193       | 53,59       |
|                | Jacques Gossot    | DVD            | 1 425        | 24,30        | 2 765       | 46,41       |
|                | Alain Orditz      | UMP            | 919          | 15,67        |             |             |
|                | Jacques Bardy     | FN             | 838          | 14,29        |             |             |
|                | Patrick Bretenoux | PCF            | 392          | 6,69         |             |             |
|                | Claude Touvenot   | DVG            | 311          | 5,30         |             |             |
|                | Billy Winkens     | UDF            | 300          | 5,12         |             |             |
|                | Gérard Neis       | EXG            | 201          | 3,43         |             |             |
|                |                   |                |              |              |             |             |
| Inscrits       | Inscrits          | Inscrits       | 9 554        | 100,00       | 9 555       | 100,00      |
| Abstention     | Abstention        | Abstention     | 3 417        | 35,77        | 3 103       | 32,48       |
| Votants        | Votants           | Votants        | 6 137        | 64,23        | 6 452       | 67,52       |
| Blancs et nuls | Blancs et nuls    | Blancs et nuls | 274          | 4,46         | 494         | 7,66        |
| Exprimés       | Exprimés          | Exprimés       | 5 863        | 95,54        | 5 958       | 92,34       |

### Canton de Villerupt
| Candidats      | Candidats       | Étiquette      | Premier tour | Premier tour | Second tour | Second tour |
| Candidats      | Candidats       | Étiquette      | Voix         | %            | Voix        | %           |
| -------------- | --------------- | -------------- | ------------ | ------------ | ----------- | ----------- |
|                | Alain Casoni*   | PCF            | 2 322        | 38,87        | 4 076       | 68,21       |
|                | Francis Herbays | PS             | 1 707        | 28,57        | Retrait     | Retrait     |
|                | François Boudot | UDF            | 1 344        | 22,50        | 1 900       | 31,79       |
|                | Jean Thomas     | FN             | 601          | 10,06        |             |             |
|                |                 |                |              |              |             |             |
| Inscrits       | Inscrits        | Inscrits       | 11 503       | 100,00       | 11 501      | 100,00      |
| Abstention     | Abstention      | Abstention     | 5 277        | 45,87        | 4 992       | 43,40       |
| Votants        | Votants         | Votants        | 6 226        | 54,13        | 6 509       | 56,60       |
| Blancs et nuls | Blancs et nuls  | Blancs et nuls | 252          | 4,05         | 533         | 8,19        |
| Exprimés       | Exprimés        | Exprimés       | 5 974        | 95,95        | 5 976       | 91,81       |

*sortant